# Filip Popp
Filip Popp ili Philipp Popp (Bežanija, Zemun, 23. ožujka 1893. – Zagreb, 29./30. lipnja 1945.), bio je prvi biskup Evangelističke Crkve u Hrvatskoj.

## Životopis
Popp je rođen u obitelji Matije Poppa u selu Bežanija kod Zemuna u njemačkoj protestantskoj zemljoradničkoj obitelji. Njegov otac bio je farmer, a Popp je kao dječak bio pomoćnik pravoslavnom svećeniku.
Osnovnu školu je završio u Zemunu, a gimnaziju u Zagrebu. Nakon toga studirao je teologiju, filozofiju i pravo u Breslauu (Wrozlav), Berlinu i Zagrebu. Diplomirao je teologiju (1917.) i pravo (1924.) te je doktorirao filozofiju (1920.) na Filozofskom fakultetu Sveučilišta u Zagrebu. Od 1938. godine bio je počasni doktor Evangeličkog-teološkog fakulteta u Breslauu. Zaređen je 1917. godine te je od rujna djelovao u Zagrebu vikar evangeličke crkvene općine.
Od kolovoza 1918. bio je župnik zagrebačke evangeličke crkvene općine. Dana 1. prosinca 1918. izabran je za seniora evangeličkog seniorata za Hrvatsku. Za biskupa Njemačke evangeličke zemaljske crkve augsburške vjeroispovijesti u Kraljevini Jugoslaviji izabran je 22. rujna 1931. godine. Tako je pod upravu dobio 71 crkvenu općinu i 65 podružnica.
Bio je i vrlo aktivan i u Kulturbundu u njemačkoj manjinskoj organizaciji u Kraljevini Jugoslaviji. U ožujku 1940., imenovan je kao Nijemac, senatorom u tadašnjoj jugoslavenskoj skupštini. Zalagao se za otvaranje rivatne Njemačke gimnazije u Zagrebu, što je i ostvareno 1940./41. godine.
Popp je propovijedao na hrvatskom, njemačkom i mađarskom jeziku diljem Jugoslavije. Kao predstavnik kralja Aleksandra, kojem je bio politički savjetnik i blizak prijatelj, proputovao je mnogim europskim državama i smatrao je da se kao vjerski predstavnik treba baviti bitnim političkim pitanjima. Zagovarao je suživot između katolika, pravoslavaca, muslimana i protestanata u Jugoslaviji. Kada su Nijemci anektirali Austriju 1938. godine, Popp je primio stotinjak židovskih izbjeglica, uključujući i liječnika koji je kasnije spasio život njegove supruge.

### Drugi svjetski rat
Početkom Drugoga svjetskog rata 1939. godine, Popp se našao pod Njemačkim kritikama, ali i sam je kritizirao nacionalsocijalistički nastrojene "njemačke kršćane", ostajući vjeran svojem njemačkom identitetu.
Uspostavom Nezavisne Države Hrvatske, preuzeo je vodstvo novoimenovane Njemačke evangeličke crkve u NDH. U NDH je pomagao svim ljudima, bez obzira na nacionalno ili vjersko podrijetlo, u prvom redu brojnim Srbima koje je navodio kao vjernike Evangeličke Crkve. Popp je također pomagao svim ljudima bliskim ustaškoj vlasti, bez obzira na podrijetlo, koje su proganjali komunistički partizani.
Krajem rata, nakon vrlo lošeg položaja Njemačke u ratu, Popp je počeo pomagati svojim sunarodnjacima, podunavskim Švabama, koji su bježali iz NDH i ostatka bivše Jugoslavije. Zbog bliskosti sa Švabama smetao novom komunističkom režimu. Komunisti su ga uhitili, a njegovu suprugu i najstarijeg sina Edgara su držali tri godine u koncentracijskom logoru jer ga nisu htjeli ostaviti samoga u Jugoslaviji. Njegova mlađa kćer Ingrid koja je imala 20 i sin Harold koji je imao 14 godina, pobjegli su u Austriju u automobilu švedskog konzula.
Pod optužbom za suradnju s njemačkim okupacijskim snagama i vlastima NDH, osuđen je na montiranom sudskom procesu, 29. lipnja 1945., na smrt strijeljanjem, trajan gubitak građanske časti i konfiskaciju imovine. Popp je suđen u postupku protiv Miroslava Filipovića – Majstorovića i ostalih.
Popp je na sudskom postupku rekao "dobar pastir ne ostavlja svoje stado". Između 29./30. lipnja odveden je u šumu i strijeljan.
Ante Pavelić odlikovao ga je Redom za zasluge.
Na biskupskom položaju naslijedio ga je sin Edgar Popp.

### Članci
- Geiger, Vladimir. 1995. Sudski procesi u Hrvatskoj 1945. godine. Smrtna presuda evangeličkom biskupu dr. Philippu Poppu. Časopis za suvremenu povijest. Hrvatski institut za povijest. Zagreb. 27 (1): 157–165

### Ostalo
- Vladimir Geiger: "Philipp Popp", u: Tko je tko u NDH, Minerva, Zagreb, 1997. ISBN 9536377039, str. 328.
- Vladimir Geiger: "Smrtna presuda Vojnog suda Komande grada Zagreba poglavaru Hrvatske pravoslavne crkve u Nezavisnoj Državi Hrvatskoj mitropolitu Germogenu 1945. godine", Dijalog povjesničara-istoričara, sv. 2. Nedjeljna Dalmacija, 2000.